# Spirama spiralis
Spirama spiralis är en fjärilsart som beskrevs av Fabricius 1781. Spirama spiralis ingår i släktet Spirama och familjen nattflyn. Inga underarter finns listade i Catalogue of Life.